# Ralph Chubb
Pour les articles homonymes, voir Chubb.
Ralph Nicholas Chubb est un poète, imprimeur et artiste britannique, né le 8 février 1892 à Harpenden (Hertfordshire) et mort le 14 janvier 1960 à Stratfield Saye (Hampshire).

## Biographie
Il est né à Harpenden, dans le Hertfordshire en Angleterre, et a grandi dans la ville de St Albans. Il a écrit des livres lithographiques, avec beaucoup d'illustrations et de poèmes sur le thème des jeunes garçons adolescents. Sans aide commerciale, il a imprimé ses livres tout seul et en petites éditions. Il est mort dans sa maison, Fair Oak, dans le comté de Hampshire.